# 北畠利顕
北畠 利顕（きたばたけ としあき）は、戦国時代の武士。

## 事績
北陸奥の名族、浪岡氏の別家川原御所の北畠顕重の嫡男として生まれる。祖父北畠具信は、所領問題から永禄5年（1562年）宗家浪岡氏当主浪岡具運を殺害し（川原御所の乱）、その結果具運の弟浪岡顕範に居館の川原館を攻められ、殺害された。残党は水木館に籠るも落城し、利顕は大浦氏の元へ逃れて家臣となった。宗家浪岡氏滅亡後の天正7年（1579年）7月4日、比山六郎、比山七郎、浪岡氏一族の北畠顕則、滝本重行らが津軽へ来襲し、六羽川合戦が発生し、大浦氏方として戦い、討ち死にした。